# اعتلال الجذور
اعتلال الجذور (بالإنجليزية: Radiculopathy)‏ يشير إلى مجموعة من الظروف التي تتأثر واحد أو أكثر من الأعصاب لا تعمل بشكل سليم (الاعتلال العصبي). موقع الإصابة هو على مستوى جذر العصب. وقد يؤدي اعتلال الجذور إلى الألم (ألم جذري)، والضعف، والخدر، أو صعوبة في السيطرة على عضلات معينة.
في اعتلال الجذور، تحدث المشكلة عند أو بالقرب من جذر العصب، وبعد مسافة وجيزة من خروجه من النخاع الشوكي. ومع ذلك، فإن الألم أو أعراض أخرى غالبًا ما تشع إلى جزء من أجزاء الجسم التي يخدمها هذا العصب. على سبيل المثال، تعطل جذر عصب في الرقبة قد يؤدي إلى ألم وضعف في الساعد. وكذلك، تعطل جذر عصب في الظهر السفلي أو النخاع القطني-العجزي قد تتجلى مع أعراض في القدم.
يجب عدم الخلط بين الألم الجذري النابع من اعتلال الجذور مع الألم الرجيع، والذي يختلف سواء في الآلية والمظاهر السريرة.
اعتلال الجذور المتعدد يشير إلى حالة بها يتأثر أكثر من جذر نخاع شوكي واحد.

## علاج
من الناحية المثالية، يهدف العلاج الناجع لحل السبب الكامن المسبب وإعادة جذر العصب لوظيفته الطبيعية. وأما العلاج المحافظ الشائع فيشمل العلاج الطبيعي، والسيطرة على الألم. وكذلك يمكن الأخذ بعين الاعتبار المعالجة اليدوية: وجدت مراجعة منهجية شاملة أدلة معتدلة الجودة أن المعالجة النخاعية ناجعة لعلاج اعتلال الجذور القطني الحاد واعتلال الجذور الرقبية. أما بالنسبة للمعالجة اليدوية فهناك أدلة منخفضة الجودة فقط على دعمها في علاج اعتلال الجذور القطني المزمن، ولا توجد أدلة على دعمها في علاج اعتلال الجذور الصدري.

### تأهيل
كثيرًا ما تستخدم التمارين العلاجية بالاشراك مع العديد من الطرق التي سبق ذكرها مؤدية لنتائج عظيمة. يحتوي علاج المريض على مجموعة متنوعة من نظم ممارسة الرياضة. يجب تعديل نظام ممارسة الرياضة وفقًا لقدرات المريض ونقاط ضعفه.